# Jaświły
Jaświły [pronunciación en polaco: /jaɕˈfiwɨ/] es un pueblo ubicado en Mońki Condado, Voivodato de Podlaquia, en el norte de Polonia oriental. Es el asiento del gmina (distrito administrativo) llamado Gmina Jaświły. Se encuentra aproximadamente a 12 kilómetros al noreste de Mońki y a 42 kilómetros al norte de la capital regional Białystok.